# The Album Collection (Amy Winehouse)
The Album Collection è una raccolta di Amy Winehouse pubblicata il 25 settembre 2012 dall'etichetta discografica Island Records.

## Descrizione
La compilation è una raccolta
di tutti i brani contenuti nei tre album della cantante Amy Winehouse.

## Tracce
Disco 1
1. Intro – 3:54
2. Stronger Than Me
3. You Sent Me Flying – 6:50
4. Cherry
5. Fuck Me Pumps – 3:20
6. I Heard Love Is Blind – 2:10
7. No Greater Love – 2:47
8. In My Bed – 5:17
9. Take The Box – 3:20
10. October Song – 3:24
11. What Is It About Men – 3:29
12. Help Yourself – 5:01
13. Amy Amy Amy – 11:03
14. Outro

Disco 2
1. Rehab – 3:32
2. You Know I'm No Good – 4:19
3. Me And Mr. Jones – 2:34
4. Just Friends – 3:11
5. Back To Black – 4:00
6. Love Is A Losing Game – 2:35
7. Tears Dry On Their Own – 3:04
8. Wake Up Alone – 3:41
9. Some Unholy War – 2:21
10. He Can Only Hold Her – 2:44

Disco 3
1. Our Day Will Come – 2:49
2. Between The Cheats – 3:34
3. Tears Dry On Their Own (Orig. Vers.) – 4:08
4. Will You Still Love Me Tomorrow? – 4:23
5. Like Smoke – 4:38
6. Valerie ('68 Vers.) – 4:00
7. The Girl From Ipanema – 2:47
8. Half Time – 3:51
9. Wake Up Alone (Orig. Recording) – 4:24
10. Best Friends Right? – 2:56
11. Body And Soul – 3:19
12. A Song For You – 4:29

## Classifica
| Classifica | Posizione |
| ---------- | --------- |
| Italia     | 52        |
| Belgio     | 64        |
| Francia    | 109       |
| Svizzera   | 89        |